# Данська колонізація Америки

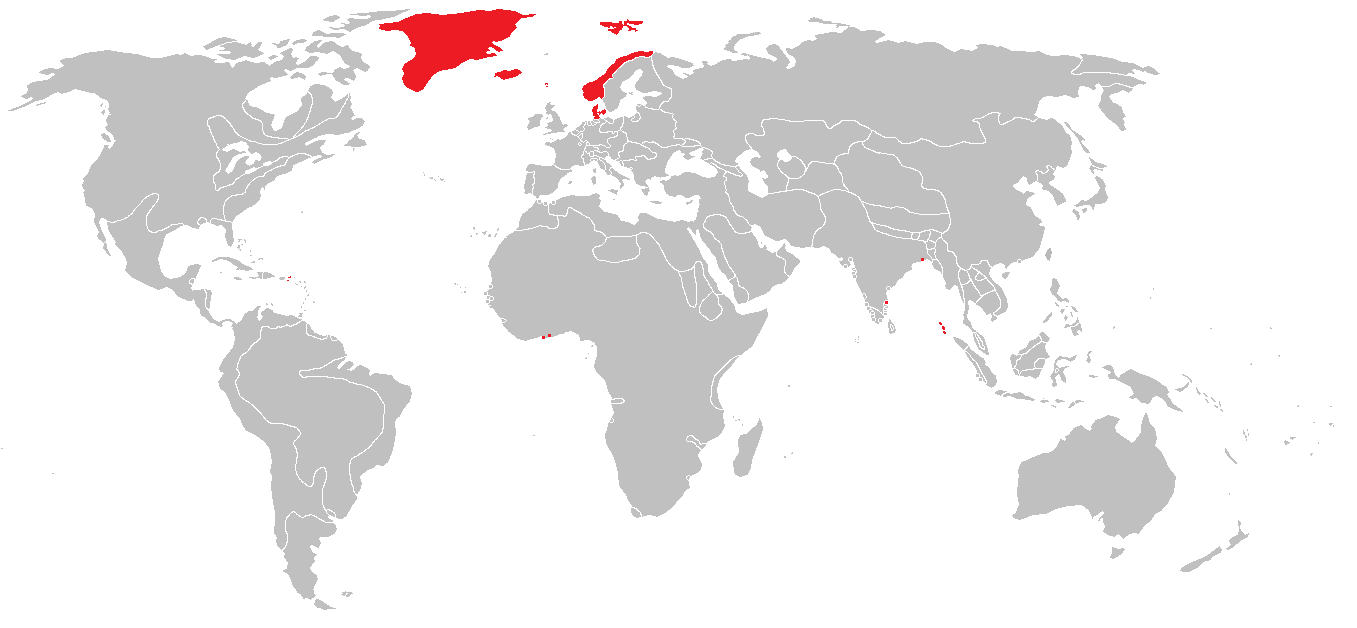
Володіння Данії-Норвегії

Данія, а колись Союз королівств Данії та Норвегії, була колоніальною імперією впродовж 17-20 ст. Більшість її колоній знаходились в Америці. Данія і Норвегія, в той чи інший спосіб, пред’являли свої права на Гренландію, починаючи з 13 ст.

## Гренландія
Гренландія, яку норвежці відкрили в 980-х, стала частиною Норвегії в 1261 році. Норвегія разом з Данією і Швецією підписала Кальмарську унію, в результаті чого її заморські території, включно з Гренландією, увійшли до складу Союзу королівств. Скандинавські поселення в Гренландії впродовж років скорочувалися, і до кінця 15 століття зникли повністю, хоча норвезькі посягання на ці землі залишились. Після утворення незалежної Швеції, Норвегія та Данія у 1536 році реорганізувалися в державу, відому як Данія-Норвегія, і вже ця держава почала пред’являти претензії на Гренландію.
Незважаючи на те, що європейські поселення в Гренландії перестали існувати, а Данія-Норверія втратила з ними контакт, вона все ж претендувала на острів; а в 1660-ті роки символ Гренландії, білий ведмідь, був доданий на королівський герб. Приблизно в цей же час дансько-норвезькі судна, до яких приєдналися і судна інших європейських країн, почали плавати в Гренландію для полювання на гренландського кита, хоча формальної спроби повторної колонізації не було.

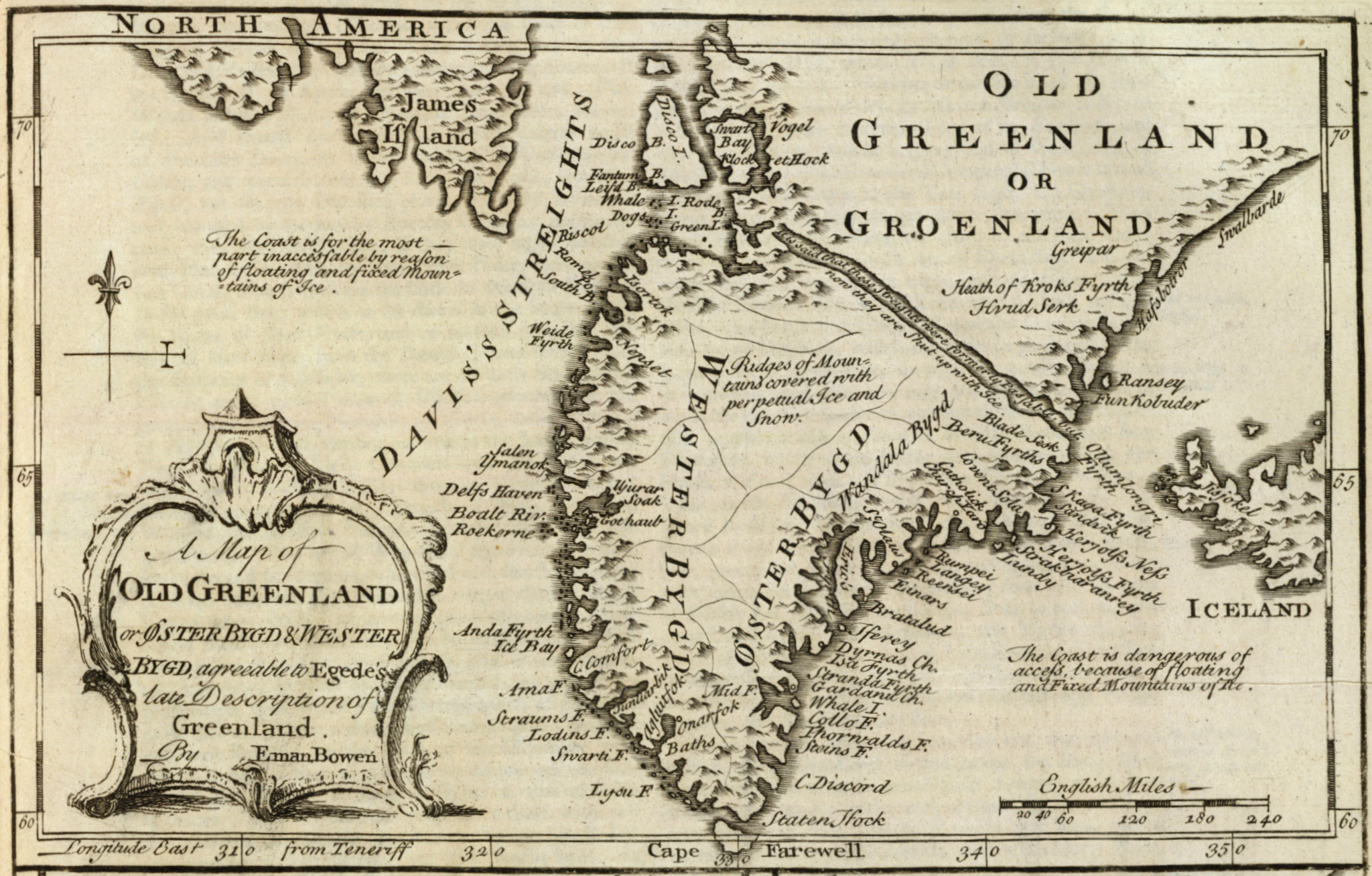
Карта 1747 року на основі описів Еґеде, включно з усіма географічними помилками, типовими для того часу.

У 1721 році лютеранський міністр Еґеде Ганс отримав дозвіл від короля Фредеріка IV на пошук норвезьких колоній, які могли залишитися в Гренландії, ти поширювати Реформацію серед її мешканців, які до сих пір залишись католиками, або зовсім відійшли від християнства. Еґеде привів три кораблі до ріки Баал (сучасний фіорд Нууп) та заснував з дружиною і декількома десятками колоністів колонію Надії. Він не знайшов норвезьких колоній, але зустрів ескімосів і почав проповідувати серед них. Заснувавши поселення Нуук, у 1724 Еґеде христив там дітей. У 1730 році новий король  Данії Крістіан VI  відкликав усіх європейців з  Гренландії, але Ганс Еґеде з дружиною Гертрудою залишились, щоб продовжувати розвиток колонізації та торгівлі.  Через 15 років перебування в Гренландії після смерті дружини, він залишив відповідальним за місію свого сина Пауля Еґеде, а сам повернувся в Данію.
У 1733 році німецькі місіонери з Хернхута, послідовники реформатора Людвіга Цінцендорфа, отримали дозвіл заснувати в Гренландії своє поселення – Новий Хернхут – на південь від Нуука. В 1774 році в Данії була створена Королівська торгова гренландська компанія, яка отримала монопольне право на торгівлю з ескімосами. Через холодний клімат простори Гренландії залишались не заселеними, європейські колоністи поселялися тільки в прибережних, не вкритих льодовиками, зонах. Таким чином, густота населення була низькою, кількість європейців значно переважала ескімосів, які довгий час не мали політичної і жодної іншої влади в країні, і лише з 1917 року їм почали поступово надавати данські права.
В 1814 році переможці Наполеонівських воєн відділили Норвегію та передали Швеції згідно з Курильським договором. Данія ж зберегла всі свої колоніальні землі, включно з Гренландією та продовжила її освоєння. Починаючи з 1861 року, Данія дозволила вибори до районних рад в Гренландії, але більшість рішень в країні приймав данський парламент, в якому гренландці не мали представництва. 
Відкриття, які зробив американський дослідник Роберт Пірі в 1880-х та 1890-х, були взяті за основу в США для територіальних посягань на частину Гренландії; ці суперечки були врегульовані лише після того, коли США купили Данську Вест-Індію в 1917 році. Крім того, Норвегія, яка у 1905 році стала повністю незалежною від Швеції, кинула виклик данським посяганням на Гренландію і окупувала її східну безлюдну частину. Капітан Хельвард Деволд, який командував норвезьким китобійним судном, що займався захопленням для Гренландії, в 1931 році назвав ці землі своєї колонії Землею Еріка Рудого. А в 1933 році Постійна палата міжнародного правосуддя ухвалила рішення щодо цього питання на користь Данії.
В 1953 році Данія формально скасувала колоніальний статус Гренландії й оголосила її безпосередньою частиною Королівства Данії з представництвом в данському парламенті. В 1979 році данський парламент надав Гренландії дозвіл на самоврядування, а у 2009 році Гренландія отримала право самостійно вирішувати питання, які не стосуються оборони та зовнішньої політики, але все ж залишається територією Данії.

## Вест-Індія

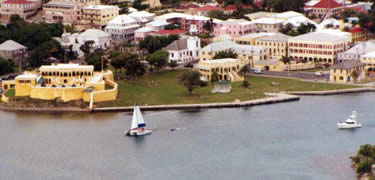
Крістіанстед, Данська Вест-Індія

Дослідники (в основному норвежці), науковці, торговці (в основному данці), а також переселенці з Данії-Норвегії почали активну колонізацію Данської Вест-Індії наприкінці XVII-на початку XVIII ст.
Данія заснувала свої колонії на острові Сент-Томас в 1672 році і в 1683 році на острові Сент-Джон (хоча контроль над цими колоніями оскаржувався Британією до 1718 року), і купили у Франції острів Санта-Крус. Впродовж XVIII століття Віргінські острови в Карибському морі розділяли на дві територіальні одиниці: одна належала англійцям, інша – данцям та норвежцям. Дансько-норвезькі острови знаходились в підпорядкування Данської Вест-Індської і Гвінейської компанії до 1755 року, доки їх не купив король.
Цукрова тростина, яку вирощували негри-раби на плантаціях, була основою економіки островів у XVIII і на початку XIX ст. Між данцями, які купували африканських рабів та з допомогою їхньої праці виготовляли цукор, який транспортували в Данію, існувала трикутникова торгівля. Хоча работоргівлю відмінили у 1083 році, саме рабство скасували у 1848 році після декількох випадків, коли велика кількість рабів утікала на вільні від рабства британські острови і масових протестів рабів. Данські Віргінські острови також були базою для піратів.  Британські і голландські переселенці стали найбільшими «нерабськими» національними групами на островах. Їх мови переважали, причому настільки, що в 1839 році данський уряд оголосив, що діти рабів повинні відвідувати школи англійською мовою. Колонія досягла найбільшої чисельності населення в 1840-1850-х, після чого через економічний спад зросла еміграція і кількість населення скоротилась; ця тенденція тривала аж до моменту, коли острови придбали США. У 1880-х в Данській Вест-Індії проживало 34000 осіб. У 1868 році острів’яни проголосували за те, щоб їхню колонію продали США, але їх пропозиція була відхилена. В 1902 році Данія відхилила пропозицію США щодо купівлі островів. У 1917 році США купили острови, які переживали економічний спад після скасування рабства.